# Rua do Barão
A Rua do Barão é um dos arruamentos da extinta freguesia da Sé, agora integrada na freguesia de Santa Maria Maior, em Lisboa, Portugal), com início na Rua São João da Praça (onde antes havia a Porta de Alfama) e fim na Rua Augusto Rosa (muralha da Sé de Lisboa).
O nome desta rua, segundo os olisipógrafos Luís Pastor de Macedo e Joaquim Gomes de Brito, homenageia o primeiro barão português, João Fernandes da Silveira, o primeiro Barão de Alvito (1420 – 1484), chanceler-mor de D. Afonso V e de D. João II, que aqui terá residido. Era nessa época o único barão que havia em Portugal, título que lhe foi conferido por D. Afonso V por carta régia de 27 de Abril de 1475. João Fernandes da Silveira foi doutor em Leis como seu pai, juiz desembargador, Vice-Chanceler do Reino e Chanceler-Mor interino e, já no reinado de D. João II, Escrivão da Puridade, Chanceler-Mor e Vedor da Fazenda. O seu percurso aponta para que a crescente burocracia régia possa ter sido o veículo que levou à sua titulação nobiliárquica.
Segundo Pastor de Macedo, esta rua surge documentada em 1486 como "rua que vay pera a porta dalfama", surgindo com o nome actual em 1552, e como Rua do Barão Velho em 1554, voltando depois a designação de  Rua do Barão.
Além desta rua, também o "Largo do Conde Barão" deriva o seu nome desta família dos Barões de Alvito, que mais tarde foram elevados a Condes-Barões, e que ali tinham o seu palacete desde o final do século XV, abandonando-o logo após o terramoto de 1755.